# Манджиев, Лиджи Исмаилович
Лиджи́ Исмалиевич Манджи́ев (26 августа 1919, хутор Бяхя, ныне Лаганский район, Калмыкия — 30 марта 1989, Элиста, Калмыцкая АССР, РСФСР) — Герой Советского Союза, участник Великой Отечественной войны.

## Биография
Лиджи Манджиев родился 26 августа 1919 года на хуторе Бяхя в многодетной рыбацкой семье. Закончил 5 классов в интернатской школе. В 1934 году Лиджи Манджиев поступил на работу в Лаганскую рыболоведческую станцию. Позднее обучался в Калмыкрыбрабфаке в Канукове, недалеко от Астрахани.
В 1939 году ушёл с третьего курса добровольцем на советско-финскую войну. Участвовал в сражениях с первого дня Великой Отечественной войны, оборонял Киев, Москву, Сталинград.
В 1960 году Лиджи Манджиев закончил в Новосибирске Всесоюзный заочный энергетический институт, после чего работал в Элисте в Комитете по телевидению и радиовещанию.
Умер 30 марта 1989 года в Элисте, Калмыкия.

## Подвиг
В ночь с 26 на 27 сентября 1943 года Лиджи Манджиев в составе орудийного расчёта 1248-го истребительного противотанкового артиллерийского полка 12-й армии Юго-Западного фронта форсировал реку Днепр возле села Губенского Вольнянского района Запорожской области. При налёте авиации противника сержант Манджиев организовал стрельбу по пикирующим самолётам. Во время переправы через Днепр пикирующий самолёт противника поджёг катер с понтонами, на которых были огнестрельные орудия. Лиджи Манджиев первым прыгнул в воду и отцепил горящий катер от понтонов, благодаря чему спас от гибели своих сослуживцев. Высадившись на правом берегу Днепра, солдаты заняли плацдарм. Расчёт сержанта Лиджи Манджиева, выбив из окопов противника, двинулся впереди неуспевающей пехоты с артиллерийским орудием на 50 метров вперёд и отразил 13 атак пехоты противника. В самый напряжённый момент сражения, Лиджи Манджиев, оставив орудие, первым пошёл в лобовую атаку на противника и увлёк за собой остальных солдат. Первым вырвавшись в траншеи, он уничтожил 5 немецких солдат. Преследуя противника, Лиджи Манджиев был тяжело ранен в голову, однако продолжал преследовать отступающего противника. Манджиев оставил поле боя только по приказу командира.

## Награды
- Медаль Золотая Звезда (№ 8598) — награждён 19 марта 1944 года за героические подвиги в борьбе с немецкими оккупантами на правом берегу Днепра;
- орден Ленина;
- два ордена Отечественной войны I степени.

## Источник
- Курдов, В. Главное — впереди/ Звезды над степью: Очерки о Героях Советского Союза / сост. Н. У. Илишкин. — Элиста, 1975. — стр. 157—167;
- Л. И. Манджиев, Наши земляки — Герои Советского Союза/ комплект из 21 фоторепродукций / фото С. М. Чупахина. — Элиста, 1975, Репродукция 13.
- Лиджи Исмаилиевич Манджиев: биографические данные/ Наши земляки — Герои Советского Союза, комплект из 22 буклетов. — Элиста, 1985, буклет 13.
- Лиджи Исмаилиевич Манджиев: биографические данные/ Наши земляки — Герои Советского Союза. — Элиста, 1967. — стр. 49—61.
- Манджиев, Л. Плечом к плечу: воспоминания Героя Советского Союза о Великой Отечественной войне, о воинах-фронтовиках/Наша Родина — революция. — Элиста, 1987. — стр. 43—50.
- На Днепре и Брянщине: о Герое Сов. Союза Л. И. Манджиеве/ Джимбиев Б. Путешествие в страну Бумбу. — М., Советская Россия, 1978. — стр. 86—88.
- Трембач, И. Прямой наводкой: о Герое Советского Союза Л. И. Манджиеве/ Наши земляки — Герои Советского Союза. — Элиста, 1960. — стр. 54—64.
- Герои Советского Союза: Краткий биографический словарь / Пред. ред. коллегии И. Н. Шкадов. — М.: Воениздат, 1988. — Т. 2 /Любов — Ящук/. — 863 с. — 100 000 экз. — ISBN 5-203-00536-2.